# Lac Sprague
Le lac Sprague, en anglais Sprague Lake, est un lac dans l'État américain du Colorado. Il est situé à une altitude de 2 648 m dans le comté de Larimer et le parc national de Rocky Mountain.
Un sentier de randonnée, le Sprague Lake Trail, fait le tour du plan d'eau.